# Elsa Wolliaston
Elsa Wolliaston est une danseuse, pédagogue et chorégraphe américaine, née en 1945 en Jamaïque.
Résidant en France depuis 1969, elle est une figure de la danse contemporaine africaine qui s’est développée dans les années 1970 en Europe. Elle a fondé avec Hideyuki Yano la compagnie Ma Danse Rituel Théâtre en 1975. En 1985, elle crée à Paris la Cie One Step et s’installe au studio éponyme, son actuel lieu de création et d’enseignement. Elle écrit et interprète de nombreuses pièces en collaboration avec des musiciens, présents sur scène avec elle.

## Biographie

### Débuts
Née en 1945 en Jamaïque d'un père originaire du Kenya et d'une mère métisse panaméenne, Elsa Wolliaston est élevée par sa grand-mère en Afrique de l'est, dans l'actuel Kenya),. Elle est initiée aux rites ancestraux dès son plus jeune âge. À l'âge de quinze ans, elle rejoint sa mère à New York. Elle y étudie la danse classique avec Alexandra Danilova entre 1964 et 1968,, et la technique contemporaine au Merce Cunningham Studio entre 1964 et 1972. Elle travaille également le piano et la danse à la Carnegie School of Music and Dance avec Franck Wagner et Nadia Boulanger, fréquente la Joel Price School of Acrobatics et travaille avec Katherine Dunham.
Elsa Wolliaston poursuit sa formation à Paris à partir de 1969 avec Jerome Andrews et Lilian Arlen. Tout va se passer à l’American Center situé à l'époque sur le boulevard Raspail. Elsa est invitée à se produire en solo. C’est là qu’elle va faire des rencontres qui seront déterminantes pour la suite de toute sa carrière, à commencer par l’avant-garde de la musique Jazz, Steve Lacy et Philly Jo Jones entre autres. Elle organise les soirées africaines où elle fait venir des danseurs et des artistes de toute l'Afrique. Elle rencontre ainsi Souleymane Koly des ballets Guinéens. Elle travaille sur l’improvisation en collaboration avec Christiane de Rougemont et Annick Nozati (Free Dance Song). Elle commence alors à enseigner tous les mardis et jeudis, et Mireille Delsout qui a créé le premier CID (Centre International de la danse) en 1964 l'intègre dans ses équipes d'enseignants.
Lors de nombreux séjours sur le continent africain, entre 1970 et 1974, Elsa Wolliaston mène des recherches sur les rites ancestraux dans la Jungle Centrafricaine et spécifiquement à Epéna au Congo, recherches débutées en Côte d'Ivoire. Elle y danse des solos. Puis elle enseigne et danse avec les Femmes Yagba de Côte-d'Ivoire, les Ballets du Dahomey et le groupe Free Dance Song, ainsi que dans différents pays du centre ouest comme le Cameroun, le Burkina, le Togo, le Gabon, les deux Congo et le Niger. C’est en tournée qu’Elle retraverse ces pays, en 1974, pour interpréter la pièce Le Fleuve avec Christiane de Rougemont et le chorégraphe japonais Hideyuki Yano. En 1973, elle aborde les traditions javanaises et balinaises avec le Maha Guru Tari Klassik Njoman Kabul à Bali.

### Ma danse rituel théâtre
En 1975, Elsa Wolliaston fonde le groupe de recherche Ma Danse Rituel Théâtre à Paris avec le danseur et chorégraphe japonais Hideyuki Yano, installé en France depuis 1973. Les deux artistes collaborent pendant quinze ans à un travail pédagogique de fond et à des créations chorégraphiques communes, dont on peut retenir les duos Rivière-Sumida / Folie en 1975 et Ishtar et Tammuz, duo d'amour en 1986. Lorsque Hideyuki Yano meurt en 1988, Elsa Wolliaston lui dédie sa pièce La Solitude d'être. Hideyuki Yano et Elsa Wolliaston constituent un pôle d'attraction pour de nombreux danseurs et acteurs en quête de formes où la coupure entre danse et théâtre n'a plus lieu d'être parce que le corps de l'acteur - comme dans le théâtre nô - est compris comme le support d'une expression unique et globale. Une partie de la jeune danse française surgit de ces enseignements croisés et multiculturels (Mark Tompkins, Karine Saporta, François Verret, …).

### Une danse d'expression contemporaine africaine
Elsa Wolliaston a toujours cherché à se dégager d'une image folklorique de la danse africaine. Sans renier une exploration de ses propres sources culturelles, elle développe, dans des solos comme Ouverture ou Rituel II, une danse d'expression africaine et contemporaine qui entretient un rapport dynamique avec la tradition. Pour cette raison, elle ne qualifie pas sa danse et son enseignement de traditionnels. Au sein de l'American Center, Elsa Wolliaston s'est interrogée sur la transmission de danses traditionnelles africaines qui, dans leur pays d'origine, s'apprennent sans être enseignées. En 1972, elle collabore aux séminaires d'été des Rencontres internationales de danse contemporaine (RIDC) fondées par Françoise et Dominique Dupuy. Aujourd'hui[Quand ?], elle enseigne toujours la danse contemporaine d’expression africaine à Paris au studio One Step et dans le monde entier. Outre l'enseignement de la danse, elle participe à la formation d'acteurs dans différentes écoles : en France, avec Philippe Adrien ; en Allemagne, au Theaterhaus Interkurst (Tils Deller) et à la Theater Treffin à Berlin (Mandfred Linke) ; en Finlande, à Helsinki au Teatterikorkeakoulou ; à Londres avec John Martin en 1985.

### Musique vivante et improvisation
Elsa Wolliaston entretient dans toute son œuvre un rapport fusionnel avec le rythme. Elle crée ainsi de nombreuses pièces en collaboration avec des musiciens présents sur scène, notamment des duos avec le saxophoniste Steve Lacy rencontré à l’American Center ; Jean-Marie Machado, pianiste et compositeur ; la contrebassiste Joëlle Léandre. Avec le percussionniste et compositeur Bruno Besnaïnou et le batteur Jean-Yves Colson débutent en 1984 ses plus longues collaborations qui perdurent toujours aujourd'hui. Jean-Yves Colson et Elsa font une recherche sur la transposition des rythmes traditionnels africains sur une batterie jazz. Ils créent ensemble un son qui va rythmer nombre de duos entre eux, ainsi que les ateliers des mardis et jeudis au studio One Step. Bruno Besnaïnou accompagne également Elsa Wolliaston au djembé pour de nombreux spectacles et stages; il compose aussi la musique de Réveil en 1998.
Les pièces d'Elsa Wolliaston sont aussi l'occasion de rencontres avec d'autres chorégraphes. En 1986, elle présente au Festival d'automne le duo Futurities avec le chorégraphe américain Douglas Dunn. En juin 1999, elle danse dans 1 + 1 avec Emmanuelle Huynh dans le cadre du festival les Inaccoutumés de la Ménagerie de verre. En octobre 2008, Les Princesses, spectacle d’ouverture du TAP à Poitiers, direction artistique et mise en scène Odile Azagury.

### Opéra, théâtre et cinéma
La carrière d'Elsa Wolliaston est placée sous le signe de l'ouverture à autrui et aux autres arts tels que l'opéra, le théâtre et le cinéma. Elle collabore à plusieurs reprises avec des metteurs en scène tels que Yoshi Oida Le Livre des morts tibetains (1982), Voyage (1990) dans lequel Elsa danse et joue; Philippe Adrien Rêves de Kafka (1984) et Le pragmatisme de Witkiewicz (1987); Peter Stein Les Nègres de Jean Genet (1984), Der Haarige Affe de O’Neill (1986), Titus Andronicus de Shakespeare (1989), Orestie d’Eschyle (1994); Luc Bondy Le Conte d’Hiver de Shakespeare (1988), Don Giovanni de Mozart (1990-91), Phèdre de Racine (1998); Jean-Louis Thamin Roméo et Juliette (1990); Patrice Chéreau Woyzeck de Alban Berg (1992).
En tant que comédienne, elle joue le rôle de Ronga dans Maléfices en 1990 (Gemheimnis des gelben geparden, pour le titre original allemand) de Carlo Rola. Elle interprète une psychanalyste dans le film Rois et Reine d’Arnaud Desplechin (2004), apparaît dans La Fille du dimanche d’Henri Fellner (2006) et joue un rôle de voyante dans Victoria de Justine Triet (2016). Elle est interviewée comme référente principale dans le film d’Annette von Wangenheim Joséphine Baker - Schwarze Diva in einerweißen Welt(2006). Elle tient le rôle principal dans le court métrage de Damien Manivel La Dame au chien, en 2010, dans Les Enfants d'Isadora (2019) et dans Magdala (2022), longs métrages du même réalisateur. Elle figure également au générique de Goutte d'Or (2022) de Clément Cogitore. Elle interprète la dirigeante d'une association inspirée du Rire médecin dans le film Sur un fil réalisé par Reda Kateb.

## Principales chorégraphies
- 1979 : Paris, Roquette, Rituel/Ouverture
- 1980 : Chateauvallon Rituel II
- 1981 : Paris, théâtre des Athévains Hand Dance
- 1983 : Berlin, Schaubhüne Rage/Rituel II
- 1983 : Paris et Londres avec Steve Lacy Musique et Danse
- 1984 : Paris, théâtre de la Bastille One Step Beyong
- 1986 : Berlin, Theaterhaus Rituel III
- 1986 : Festival Gulbenkian, Lisbonne rétrospective
- 1987 : Paris, Bastille Privilèges (au sous-sol des âmes errantes), Festival Knap Nagel de Hambourg rétrospective et création, Paris, Kiron avec Steve Lacy Five colors | 5 couleurs
- 1988 : Arles La Solitude d’être hommage à Hideyuki Yano
- 1989 : Paris, TCD, café de la danse Les Voyageuses
- 1990 : Beynes Sept roses pour trois et Pour toi film de Gilles Moisset
- 1991 : Copenhague/festival de Montpellier Genos
- 1992 : Paris, Dunois Genos II, Rencontre passagère et Au-delà film d’après Five colors, Lionel Boncompagnie
- 1993 : Paris, Dunois Eclipse/Bascule
- 1994 : Biennale de Lyon Eclipse/Bascule, Grenoble (1994)
- 1993 : Paris, Dunois La source/Voyage
- 1995 : Paris, Bastille Espoir 95/Longue Route
- 1996 : Douai Legato/Transposition
- 1997 : Mont-Saint-Aigan Un Autre regard/Sommeil profond
- 1997 : Paris Fondation Cartier, avec Steve Lacy Out of Love
- 1998 : Angers CNDC Réveil
- 1998 : São Paulo et reprise à Paris Le Prix La Porte
- 1998 : Nancy Diagonale duo avec Francis Viet
- 1999 : Paris 1+1 duo avec Emmanuelle Huynh
- 2000 : Mont-Saint-Aigan Enfin duo avec Fabrice Dugied
- 2001 : Paris Rencontres work in progress, première étape
- 2002 : Biennale de danse de Venise, Portes Inconnues/Unknown Doors solo
- 2012 : Berlin, La rivale d’Ishtar duo avec Isabelle Maurel
- 2012 : Paris Fondation Cartier & CND Laisser Frémir, quatuor avec Joëlle Léandre, Pascal Contet, Loïc Touzé, Paris, Regard du cygne
- 2012 : Clermont-Ferrand Un Zeste dansé hommage à Jérôme Andrews, avec Fabrice Dugied
- 2003 : Le Havre Pulsations en 3 mouvements en duo avec Joëlle Léandre
- 2004 : Festival Iles de danse Pourquoi pas ? duo avec Serge Anagonou
- 2005 : Paris, centre Mandapa Naissances, solo
- 2006 : février, Paris, Regard du cygne/création Et Maintenant, solo
- 2006 : octobre, Villeneuve d’Ascq, La Ferme d’en haut Et Maintenant, la suite, duo avec Sandra Moens
- 2007 : théâtre de Chartres Double naissance, duo avec Sandra Moens
- 2008 : juillet, festival de Bourges Les Amants, duo Sandra Moens, Julien Béramis
- octobre 2008 : Poitiers, Les Princesses, spectacle d’ouverture du TAP, direction artistique et mise en scène Odile Azagury
- 2009 : Conversation solo, festival Danse à Chartres, 23 et 24 mai
- 2009 : Les Interrogations solo, à Bourges et en 2010 à Nanterre.
- 2011 : Trio avec Pedro Pauwels et Gyohei Zaitsu, musée du quai Branly
- 2013 :Vivre commence toujours maintenant, duo avec Frédéric Blondy au piano, église Saint Merri à Paris.

## Distinctions
- 1986 : Prix Muheres de la fondation Gulbenkian au Portugal
- 1994 : Prix SACD de la danse
- 1996 : Prix national d’auteur aux Rencontres Internationales Chorégraphiques de Seine-Saint-Denis avec Espoir 95
- 2003 : Chevalier des Arts et des Lettres
- 2013 : Prix Elsa Wolliaston à l'occasion du lancement du prix international Elsa Wolliaston au festival Danses et Continents Noirs de Toulouse